# Пољска на Европском првенству у атлетици у дворани 1970.
Пољска је учествовала на 1. Европском првенству у атлетици у дворани 1970. одржаном у Бечу, Аустрија, 14. и 15. марта. У првом учешћу на европским првенствима у дворани репрезентацију Пољске представљало је 26 спортиста (17 м и 9 ж) који су се такмичили у 11 дисциплина (11 мушких и 6 женских).
Са 8 освојених медаља (1 златна, 4 сребре и 3 бронзане) Пољска је у укупном пласману заузела 7. место од 14 земаља које су на овом првенству освојиле медаље, односно 24 земље учеснице.
У табели успешности (према броју и пласману такмичара који су учествовали у финалним такмичењима (првих 8 такмичара)) Пољска је са 16 учесника у финалу заузела 4. место са 77 бодова, од 23 земље које су имале представнике у финалу. На првенству су учествовале 24 земаље чланице ЕАА. Једино Турска није имала представника у финалу.
| Плас. | Земља  | 1. место | 2. место | 3. место | 4. место | 5. место | 6. место | 7. место | 8. место | Бр. финал. - Бод. |
| ----- | ------ | -------- | -------- | -------- | -------- | -------- | -------- | -------- | -------- | ----------------- |
| 4.    | Пољска | 1—8      | 4—28     | 3—18     | 1—5      | 2—8      | 2—6      | 1—2      | 2—2      | 16—77             |

## Учесници
| Мушкарци: - Зенон Новош — 60 м - Анджеј Баденски — 400 м, 4 х 400 м - Јан Балаховски — 400 м, 4 х 400 м - Анджеј Купчик — 800 м - Хенрик Шордиковски — 1.500 м - Јержи Малуски — 1.500 м - Казимјеж Маранда — 3.000 м - Лешек Вођински — 60 м препоне - Војћех Голебјовски — Скок увис - Тадеуш Олшевски — Скок мотком - Валдемар Степјењ — Скок удаљ - Јан Вернер — 4 х 400 м - Станислав Греџински — 4 х 400 м - Едмунд Боровски — Мешовита штафета 2+3+4+5 кругова - Станислав Вашкјевич — Мешовита штафета 2+3+4+5 кругова - Казимир Вардак — Мешовита штафета 2+3+4+5 кругова - Ерик Железни — Мешовита штафета 2+3+4+5 кругова | Жене: - Мирослава Сарна — 60 м, Скок удаљ - Кристина Хрењевицка — 400 м - Софија Колаковска — 800 м - Тереза Новак — 60 м препоне - Тереза Сукњевич — 60 м препоне - Данута Березовска — Скок увис - Данута Коновска — Скок увис - Марија Зелинска — Скок увис - Ришарда Вашоха — Скок удаљ |  |

## Освајачи медаља
- Злато

1. Хенрик Шордиковски — 1.500 м

- Сребро

1.Зенон Новош — 60 м

2. Анджеј Баденски — 400 м

3. Јан Вернер, Станислав Греџински, Јан Балаховски, Анджеј Баденски — штафета 4 х 400 м. мушкарци

4. Едмунд Боровски, Станислав Вашкјевич, Казимир Вардак, Ерик Железни — штафета 2+3+4+5 кругова, мушкарци 

- Бронза

1. Софија Колаковска — 800 м 

2. Тереза Сукњевич — 60 м препоне

3. Мирослава Сарна — Скок удаљ

## Резултати

### Мушкарци
| Атлетичар                                                       | Дисциплина                           | Лични рекорд | Квалификације | Квалификације | Полуфинале | Полуфинале   | Финале   | Финале | Детаљи |
| Атлетичар                                                       | Дисциплина                           | Лични рекорд | Резултат      | Место         | Резултат   | Место        | Резултат | Место  | Детаљи |
| --------------------------------------------------------------- | ------------------------------------ | ------------ | ------------- | ------------- | ---------- | ------------ | -------- | ------ | ------ |
| Зенон Новош                                                     | 60 м                                 |              | 6,9           | 2. у гр. 3 КВ | 6,8        | 1. у пф 2 КВ | 6,7      |        |        |
| Анджеј Баденски                                                 | 400 м                                |              | 46,6          | 1. у гр. 1 КВ |            |              | 46,9     |        |        |
| Јан Балаховски                                                  | 400 м                                |              | 47,3          | 1. у гр. 2 КВ | НЗ         | БП           |          |        |        |
| Анджеј Купчик                                                   | 800 м                                |              | 1:50,5        | 3 у гр. 1 КВ  | 1:52,0     | 5./ 12       |          |        |        |
| Хенрик Шордиковски                                              | 1.500 м                              |              | 3:47,9        | 1 у гр. 1 КВ  | 3:48,8     |              |          |        |        |
| Јержи Малуски                                                   | 1.500 м                              |              | 3:52,7        | 3 у гр. 2 КВ  | 7:56,0     | 6./ 14       |          |        |        |
| Казимјеж Маранда                                                | 3.000 м                              |              | 8:13,6        | 3 у гр. 2 КВ  |            |              | 8:07,2   | 8./ 13 |        |
| Лешек Вођински                                                  | 60 м препоне                         |              | 8,2           | 3 у гр. 1 КВ  | 8,1        | 4 у пф 2.    | 7,8      | 9./ 16 |        |
| Војћех Голебјовски                                              | скок увис                            |              |               |               |            |              | 2,11     | 7./18  |        |
| Тадеуш Олшевски                                                 | скок мотком                          |              |               |               |            |              | 4,90     | 6./12  |        |
| Валдемар Степјењ                                                | скок удаљ                            |              |               |               |            |              | 7,38     | 14,/19 |        |
| Јан Вернер Станислав Греџински Јан Балаховски* Анджеј Баденски* | 4 х 400 м                            |              |               |               |            |              | 3:07,5   |        |        |
| Едмунд Боровски Станислав Вашкјевич Казимир Вардак Ерик Железни | Мешовита штафета 400+600+800+1.000 м |              | 6:23,6        | 2. у гр. 1    |            |              | 6:18,8   |        |        |

### Жене
| Атлетичарка         | Дисциплина   | Лични рекорд | Квалификације | Квалификације  | Полуфинале | Полуфинале    | Финале                | Финале | Детаљи |
| Атлетичарка         | Дисциплина   | Лични рекорд | Резултат      | Место          | Резултат   | Место         | Резултат              | Место  | Детаљи |
| ------------------- | ------------ | ------------ | ------------- | -------------- | ---------- | ------------- | --------------------- | ------ | ------ |
| Мирослава Сарна     | 60 м         |              | 7,5           | 2. у гр. 2 КВ  | 7,5        | 2. у пф 2 КВ  | 7,6                   | 5./14  |        |
| Кристина Хрењевицка | 400 м        |              | 56,7          | 3 у гр. 2      |            |               | Није се квалификовала | 9./9   |        |
| Софија Колаковска   | 800 м        |              | 2:10,9        | 4 у гр. 1 КВ   |            |               | 2:07,6                |        |        |
| Тереза Сукњевич     | 60 м препоне |              | 8,6           | 1 у гр. 3 (КВ) | 8,5        | 2. у пф. 2 КВ | 8,5                   |        |        |
| Тереза Новак        | 60 м препоне |              | 8,5           | 3 у гр. 2 (КВ) | 8,5        | 2. у пф. 1 КВ | 8,5                   | 4./ 14 |        |
| Данута Березовска   | скок увис    |              |               |                |            |               | 1,76                  | 5./13  |        |
| Данута Коновска     | скок увис    |              | 1,73          | 9./ 14         |            |               |                       |        |        |
| Марија Зелинска     | скок увис    |              | 1,73          | 11./ 14        |            |               |                       |        |        |
| Мирослава Сарна*    | скок удаљ    |              | 6,54          |                |            |               |                       |        |        |
| Ришарда Вашоха      | скок удаљ    |              | 6,21          | 12./ 17        |            |               |                       |        |        |

- Тачка уз име такмичара/ке означава де је учествовао/ла у више дисциплина.

## Биланс медаља Пољске после 1. Европског првенства у дворани 1970.
|    | ЕП    |   |   |   |   | УП |
| 1. | 1970. | 1 | 4 | 3 | 8 | 7. |
| -- | ----- | - | - | - | - | -- |

|    | Атлетичар       |   |   |   |   |
| -- | --------------- | - | - | - | - |
| 1. | Анджеј Баденски | 0 | 2 | 0 | 2 |